# 永清県 (覇州市)
永清県（えいせい-けん）は、中華人民共和国河北省にかつて存在した県。現在の覇州市一帯に相当する。
五代十国時代、後周により設置された。1035年（景祐2年）に宋朝により廃止された。